# Koenigsegg Agera
 (janvier 2019).
Pour les articles homonymes, voir Agera.
L'Agera est une supercar produite par le constructeur automobile suédois Koenigsegg.
Il s'agit d'une version dérivée de la Koenigsegg CCXR, dévoilée pour les quinze ans de la marque.

## Contexte et développement
Le constructeur suédois de supercars Koenigsegg a lancé sa dernière version de la CCX au salon de l’auto de Genève pour célébrer les 15 ans de la marque. 
Le nom « Agera » veut dire ici deux choses :
- la première vient du verbe suédois « agir » ;
- la seconde est dérivée du grec « Ageratos », qui signifie « sans âge »[1].

## Conception

### Aspects techniques

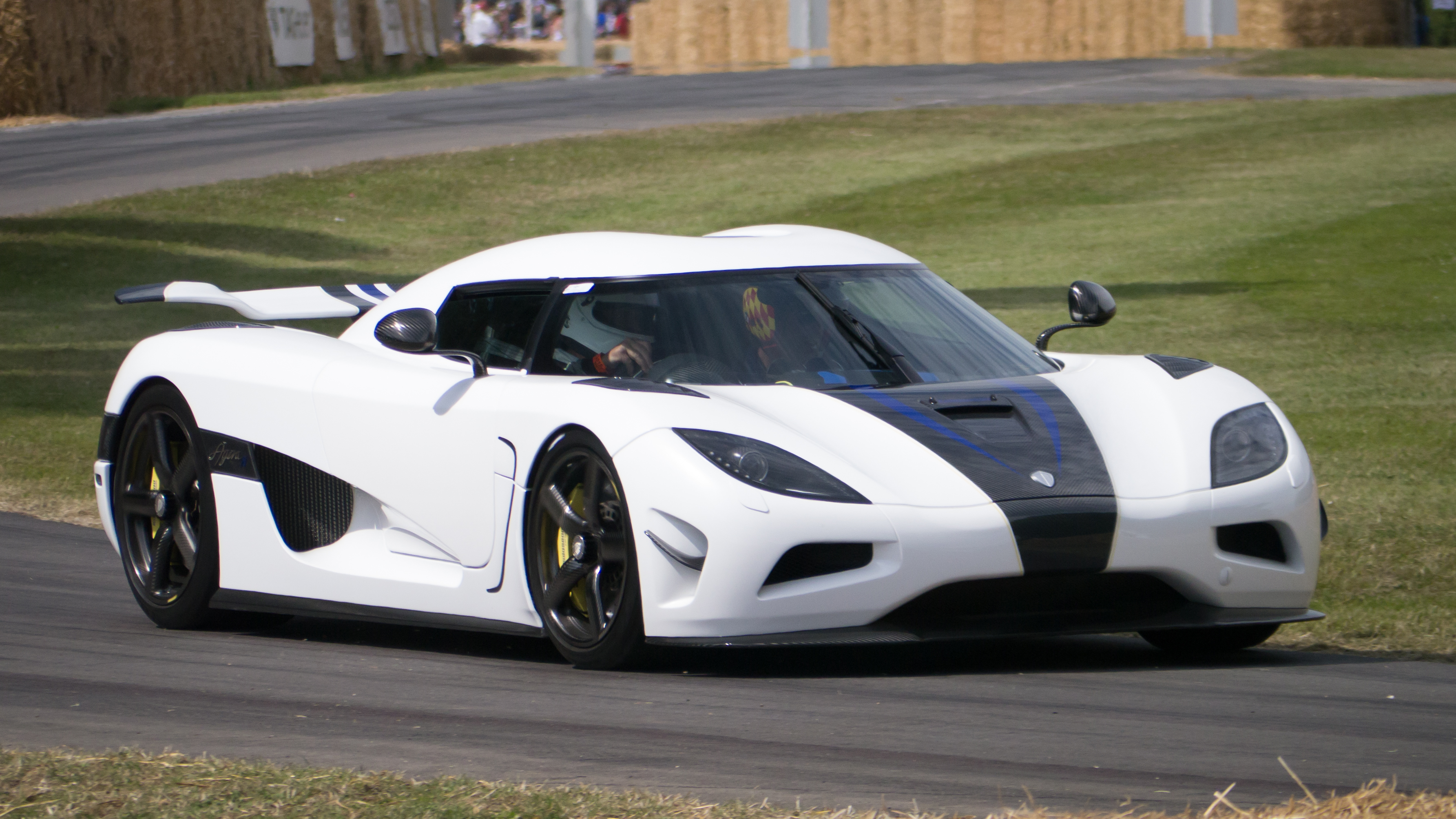
Koenigsegg Agera à Goodwood en 2015.

Le moteur V8 de 5 000 cm3 de cylindrée est suralimenté par deux turbocompresseurs Rotrex soufflant à 1,5 bar avec un régime maximum fixé à 7 250 tr/min pour une puissance maximum de 960 chevaux et un couple maximum de 1 100 N m à 4 000 tr/min.
La Koenigsegg Agera est dotée d'un châssis entièrement fabriqué en fibre de carbone et aluminium, donnant un poids total de 1435 kg.

L'Agera dispose de turbines pour aider à refroidir les freins.

### Performances
La Koenigsegg Agera se distingue comme l'une des supercars les plus rapides :
- 0 à 100 km/h en 3 s
- 0 à 200 km/h en 8 s
- 0 à 200 à 0 km/h en 13,5 s
- 0 à 300 km/h en 14,53 s